# Eustictus pusillus
Eustictus pusillus är en insektsart som först beskrevs av Philip Reese Uhler 1887.  Eustictus pusillus ingår i släktet Eustictus och familjen ängsskinnbaggar. Inga underarter finns listade i Catalogue of Life.